# Skůry
Skůry (Duits: Skur) is een Tsjechische plaats in de gemeente Hobšovice in de regio Midden-Bohemen en maakt deel uit van het district Kladno. Het dorp ligt op 1,5 km afstand van Hobšovice en op 8 km afstand van Slaný. Het dorpje Křovice hoort thans ook bij Skůry.
Skůry telt 150 inwoners (2021).

## Geschiedenis
De eerste schriftelijke vermelding van het dorp dateert van 1282.
Sinds 1960 maakt Skůry onderdeel uit van de gemeente Hobšovice.

## Bezienswaardigheden

### Sint-Bartholomeuskerk
In het dorp zijn nog restanten van de voormalige Sint-Bartholomeuskerk aanwezig. De kerk werd gebouwd in 1384 en gesloopt in 1873. Twee stenen kolommen in de vorm van mensenhoofden en een reliëf van het hoofd van Christus zijn bewaard gebleven. Ook zijn er gedenkplaten aan de oostelijke binnenmuur van het kerkhof aangebracht. Een zeldzame gotische klok uit de kerk, gemaakt in 1403, is bewaard gebleven in de collectie van het Nationaal Museum.
Overige bezienswaardigheden:
- Vierhoekige houten klokkentoren op het kerkhof, op een stenen basis met toegangsdeur;
- Een zandsteen van onduidelijke oorsprong en betekenis, met daarop gravures van kruizen en de zon, uit de 19e eeuw aan de zuidelijke buitenmuur van het kerkhof.

## Geboren
- Pravomil Raichl (1921-2002), soldaat en anticommunistisch strijder

## Galerij

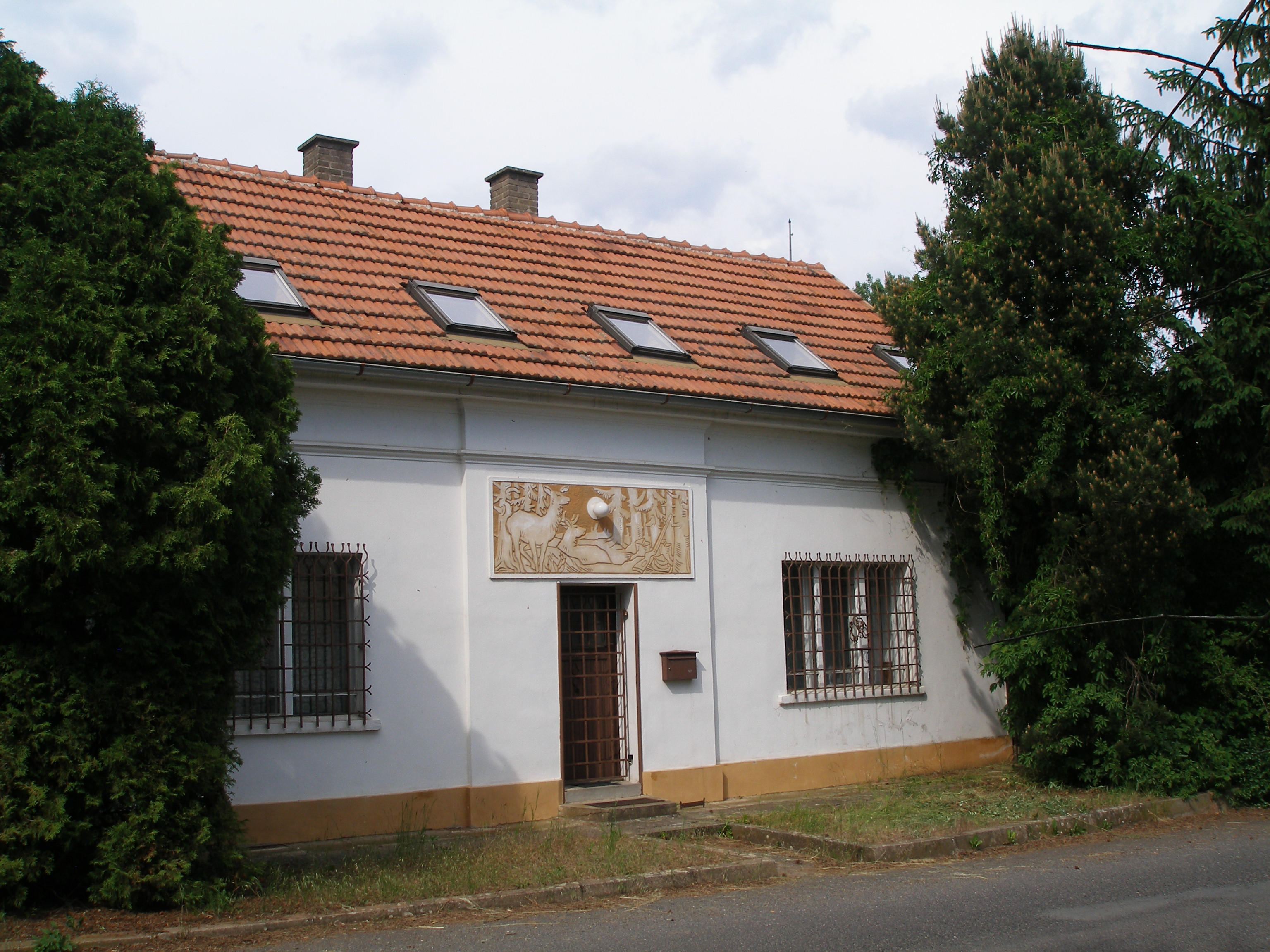
Huis in Skůry
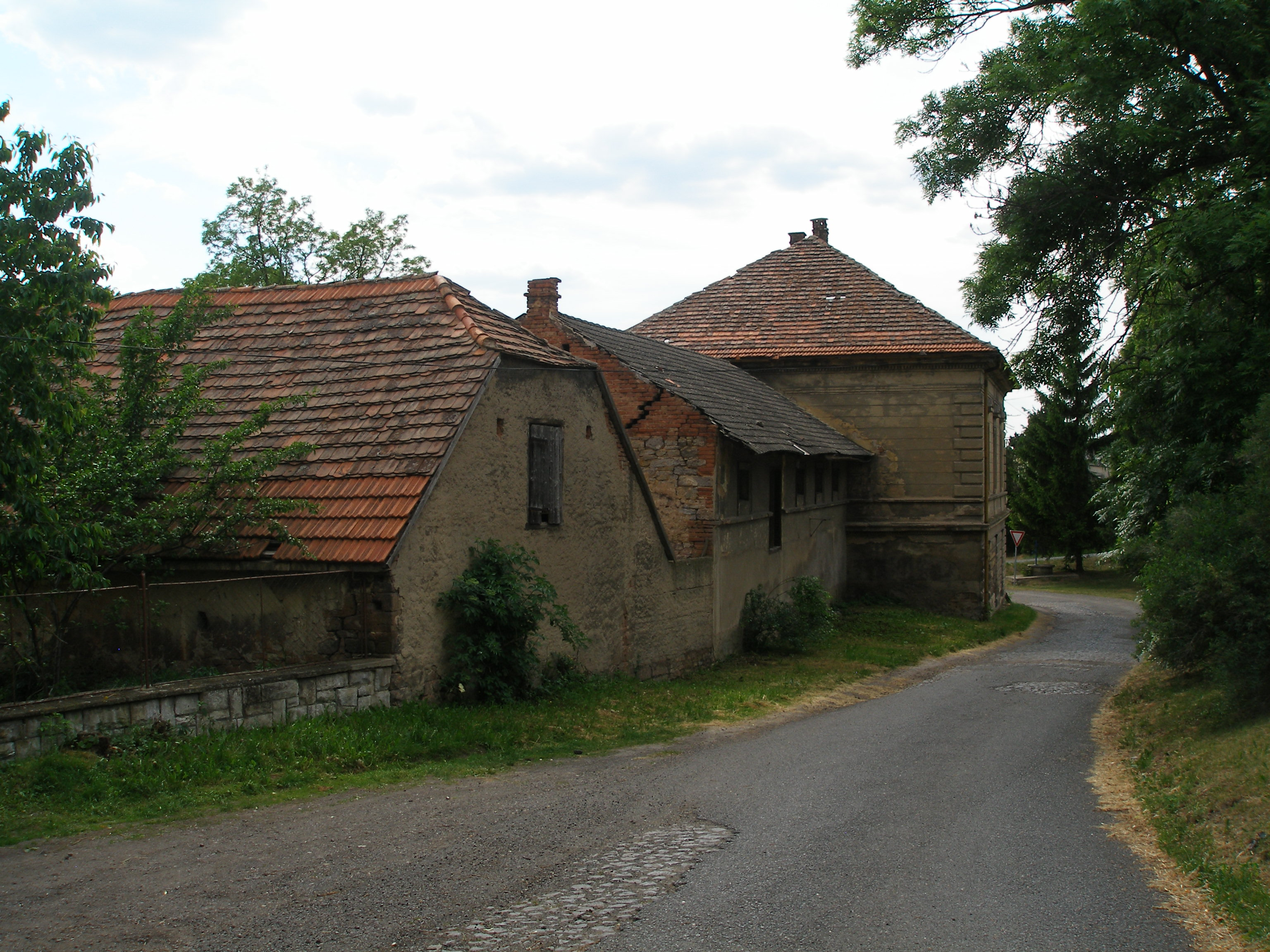
Weggetje in het dorp
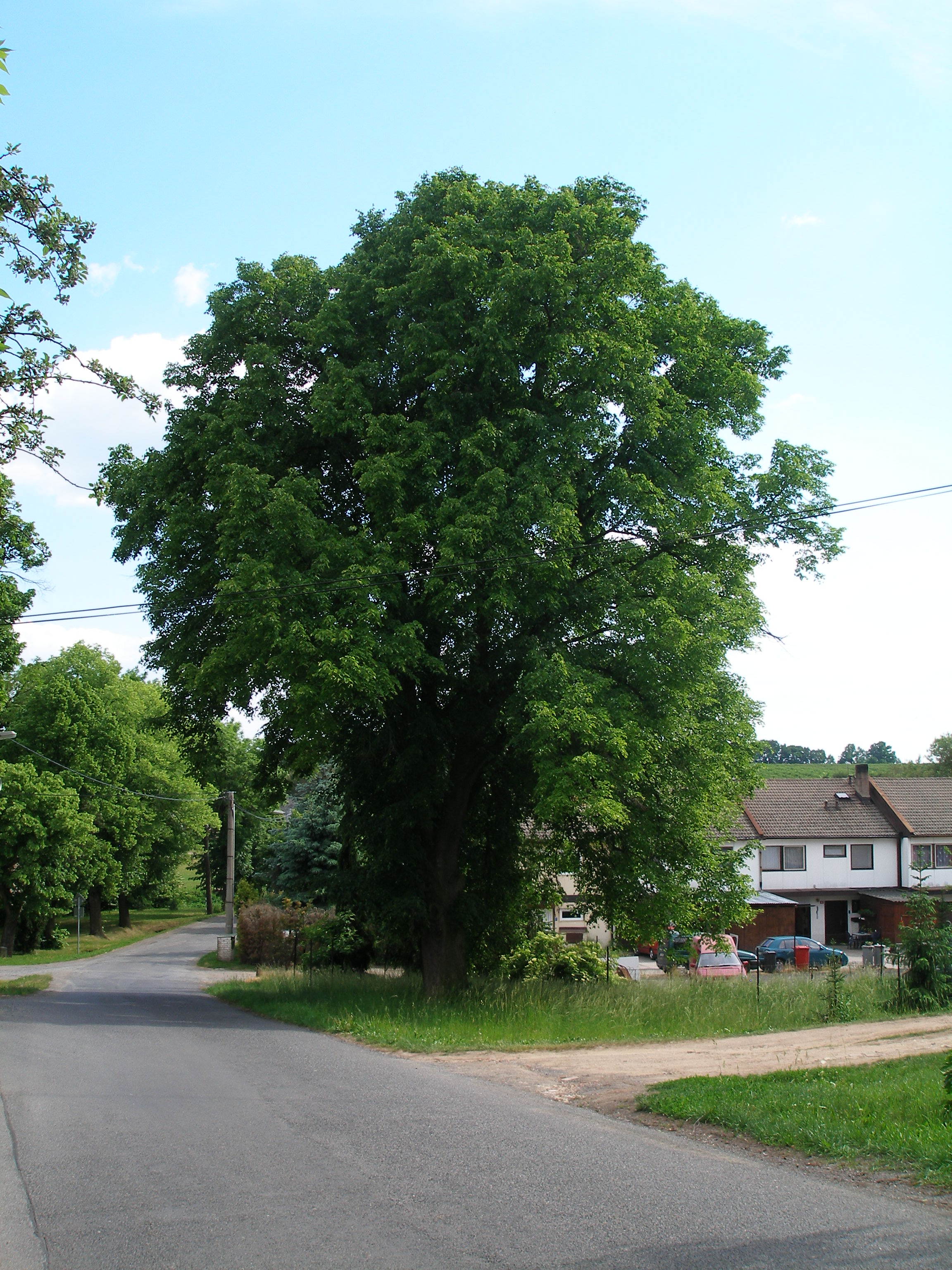
Oude boom in het dorp
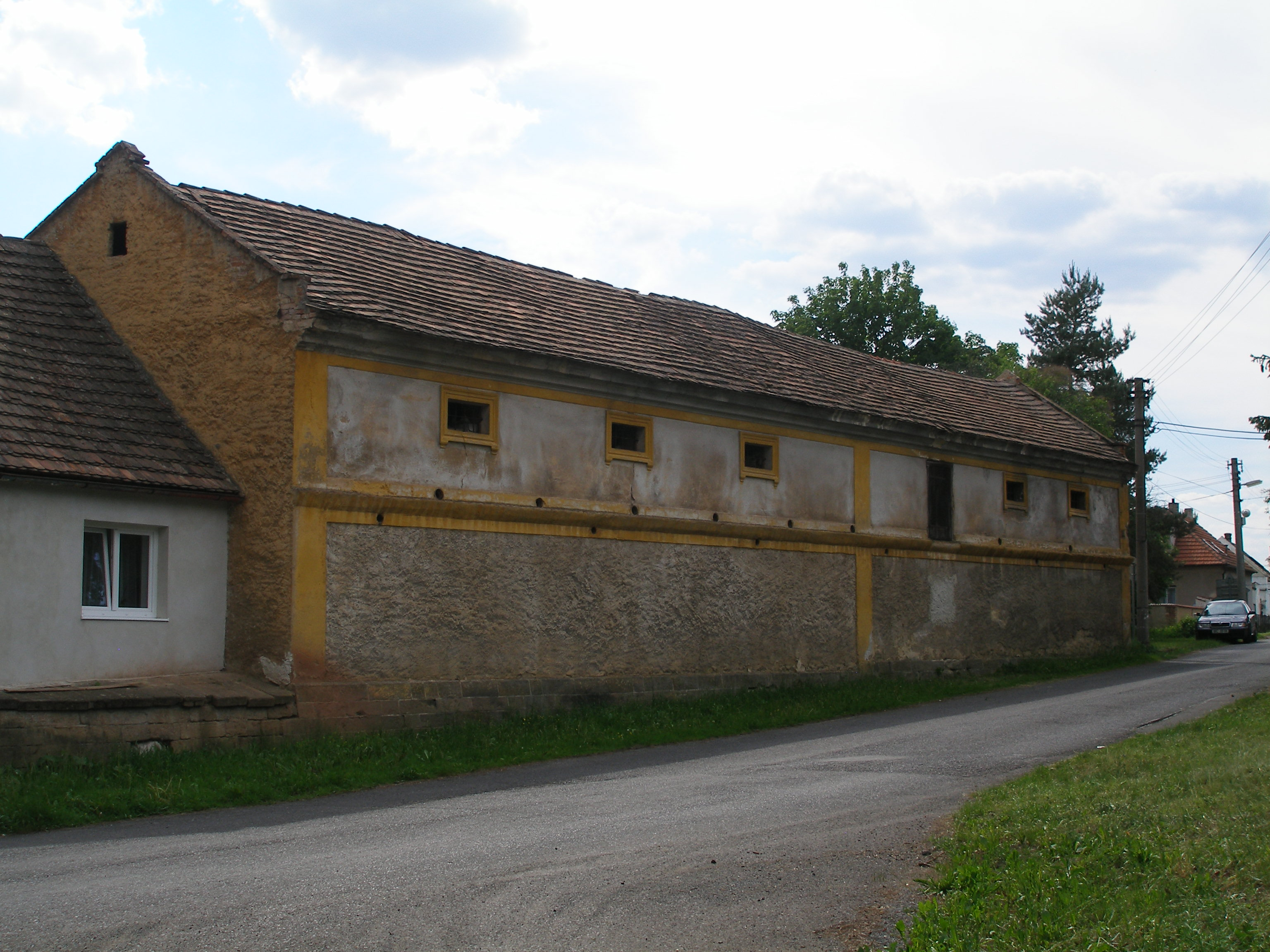
Hoeve in Skůry
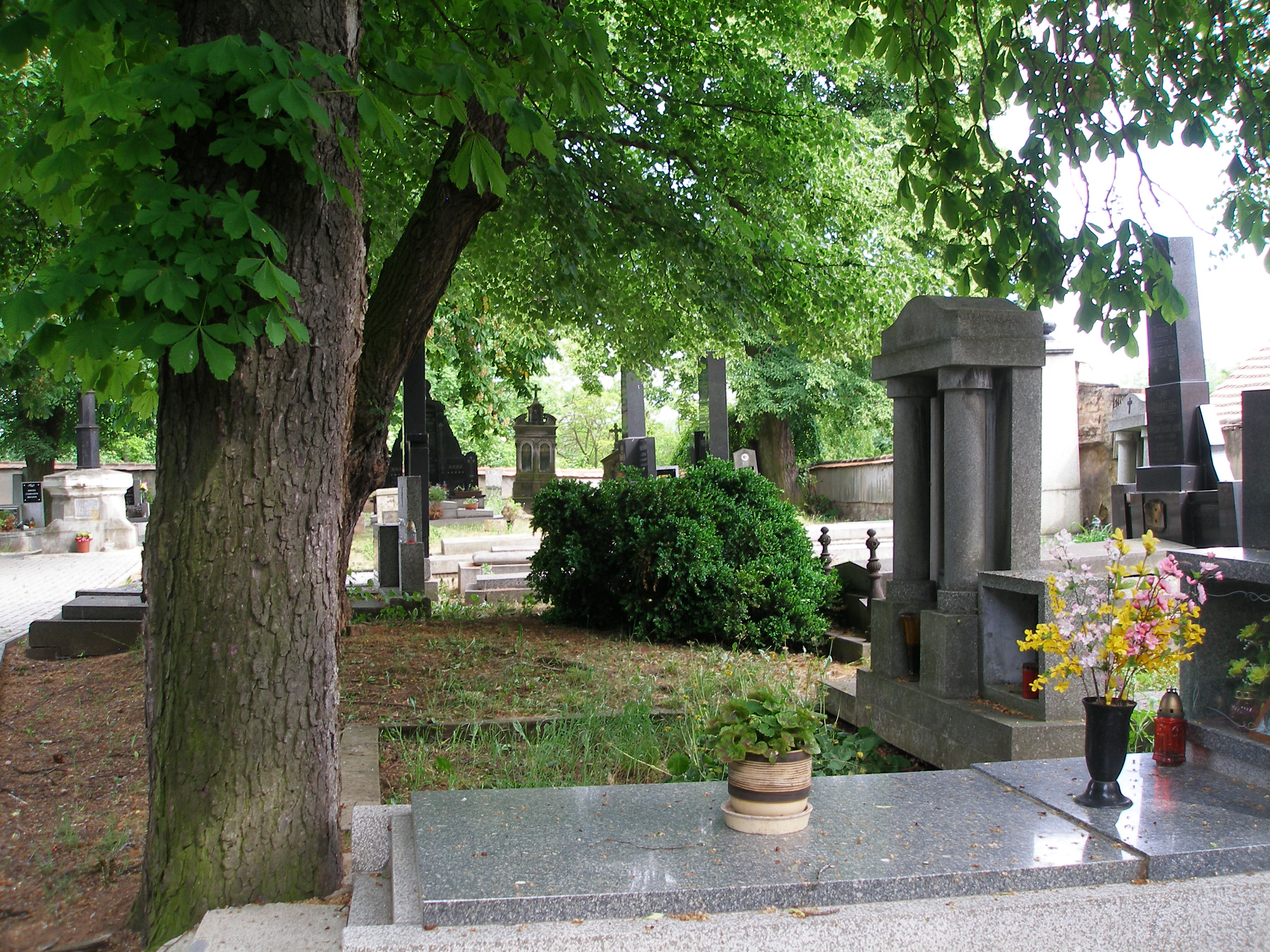
Kerkhof
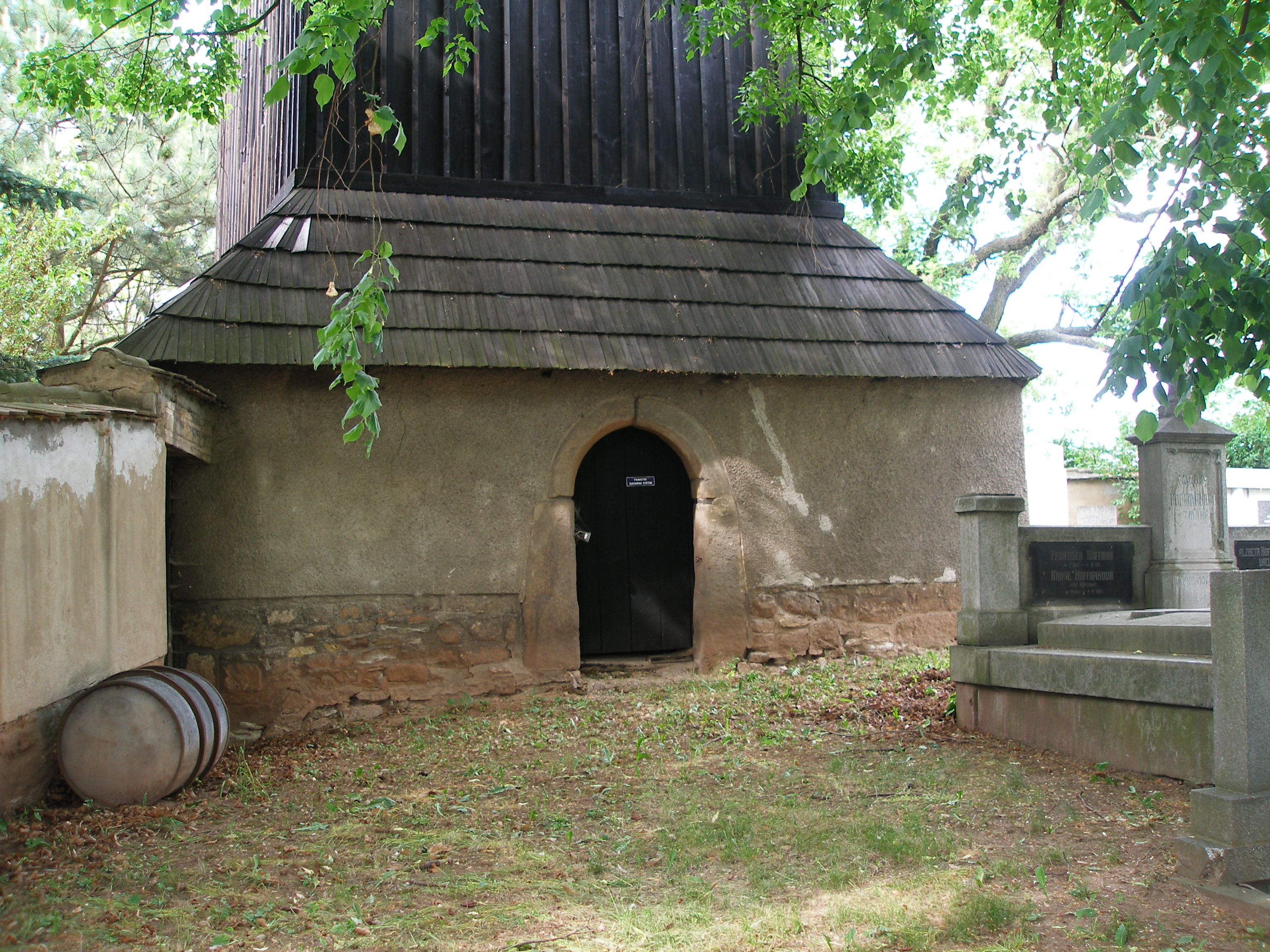
Ingang van de klokkentoren op het kerkhof